# Shadow Labyrinth
『Shadow Labyrinth』（シャドウラビリンス）は、バンダイナムコエンターテインメントより2025年7月17日（Steam版のみ7月18日）に発売したゲームソフト。パックマンシリーズの一作であるが、ダークSFの探索型2Dアクションゲーム（メトロイドヴァニア）となっているほか、UGSFシリーズに含まれる。懐かしの名作レトロゲームでは異例のCEROレーティングチェックＢ指定（１２歳以上対象）区分となっている。
謎の黄色い球体「PUCK」に召喚された主人公が敵を喰らいながら過酷な世界を生き延びていく。

## キャラクター
剣士
本作の主人公。PUCKと名乗る存在と行動を共にすることになる。
PUCKと融合してGAIA（ガイア）という高い攻撃力を持った形態になることができるが、エネルギーを消費する。
PUCK
パックマンに似た形態のサポート型Func-Bot。
剣士と合体して「ミニパック」形態に変形し、青白く発光するレーン上を走行可能。